# Collège Saint Wilfrid
 (janvier 2012).
Si vous disposez d'ouvrages ou d'articles de référence ou si vous connaissez des sites web de qualité traitant du thème abordé ici, merci de compléter l'article en donnant les références utiles à sa vérifiabilité et en les liant à la section « Notes et références ».
Le collège Saint-Wilfrid, aussi connu sous le nom de Cotton College, était un pensionnat catholique situé à Cotton, près d'Oakamoor, un village du North Staffordshire, en Angleterre. Il a fermé en 1987 et le site est désormais abandonné.

## Histoire
Le collège a été fondé en 1763 par William Errington, sur la recommandation de l'évêque Richard Challoner, à Sedgley Park, Sedgley, Staffordshire - aujourd'hui un hôtel à Wolverhampton. En 1873, il s'installe à Cotton. La maison d'origine semble remonter à 1630 et a très probablement été construite par la famille avant que Thomas Gilbert Morrice[Qui ?] se déplace là-bas. Après sa vente au comté de Shrewsbury, le bâtiment a ensuite été utilisé par les oratoriens, puis par les passionistes, puis enfin par le clergé séculier de l'archidiocèse de Birmingham comme pensionnat. L'école a fermé en 1987 en raison de difficultés financières et la structure est tombée dans un état de délabrement. Seule l'église Saint-Wilfrid demeure intacte.